# Pompadour (coiffure)
Pour les articles homonymes, voir Pompadour.

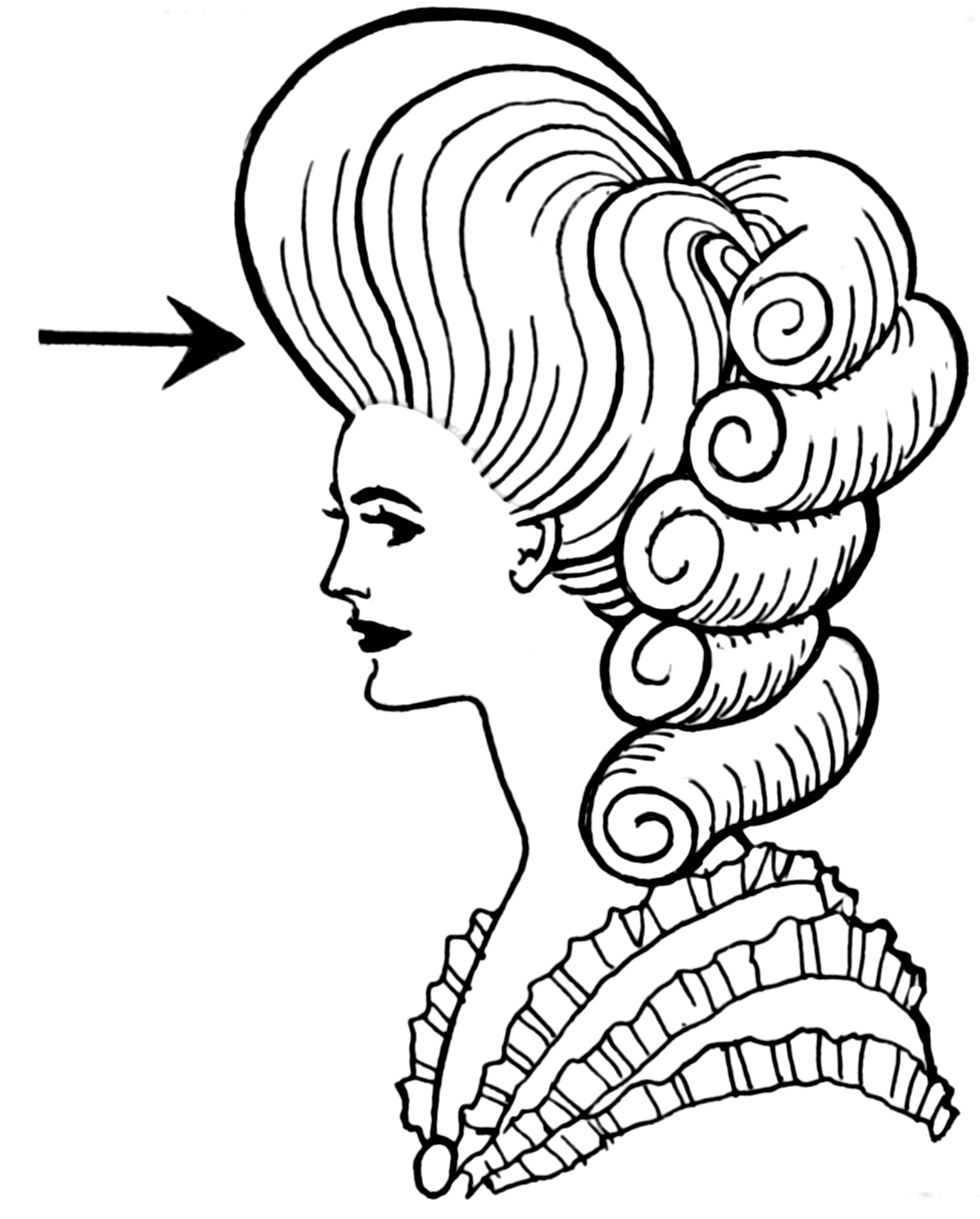
Modèle classique de la coiffure Pompadour.

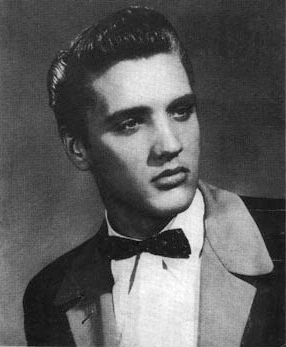
Elvis Presley et sa coiffure rockabilly au milieu des années 1950.

La coiffure Pompadour est le nom donné à une coupe de cheveux en référence à Madame de Pompadour, favorite du roi Louis XV. Bien qu'il existe de nombreuses variantes de style chez les femmes et les hommes, le concept de base consiste à tirer les cheveux peignés haut sur le front dégagé, ces cheveux étant parfois surélevés aussi sur les côtés et vers l'arrière.
Style de coiffure à la mode au XVIIIe siècle, il a été repris dans le look Gibson Girl des années 1890 et a continué à être en vogue jusqu'à la Première Guerre mondiale. Le style est à nouveau populaire chez les femmes des années 1940. La coiffure Pompadour devient une coupe de cheveux très en vogue dans les années 1950 chez les hommes qui portent une houppe rehaussée sur le front et tenue par la brillantine, tel Elvis Presley et James Dean. Et plus récemment Adam Lambert et Chris Colfer. Appelée également rockabilly, cette coiffure devient une banane lorsque la masse de cheveux relevée au-dessus du front est travaillée de façon à former une protubérance cylindrique caractéristique.
La coiffure Pompadour peut être complémentaire du toupet, du bouffant (en) ou de la crête iroquoise.
Des variantes de ce type de coiffure (cheveux droits, en hauteur ou avec une vaguette, toupet légèrement crêpé, etc.) continuent à être portées par les hommes et les femmes au XXIe siècle.

### Sources
- (en) Cet article est partiellement ou en totalité issu de l’article de Wikipédia en anglais intitulé « Pompadour (hairstyle) » (voir la liste des auteurs).